# Callithrix acariensis
Mico acariensis là một loài động vật có vú trong họ Cebidae, bộ Linh trưởng. Loài này được M. van Roosmalen, T. van Roosmalen, Mittermeier & Rylands mô tả năm 2000.
Đây là loài đặc hữu của Brasil.

## Mô tả
Thân trước trắng với lưng trên màu xám, phần lớn lưng có màu xám sẫm và phần gồ lên có màu cam. Đùi và hông có một sọc trắng rộng 2 cm chạy dọc (phần đặc trưng của chi này). Bụng và các chi bên trong màu cam sáng. Đùi và chân màu cam. Cẳng tay màu trắng xám pha cam. Đuôi màu đen với đầu màu cam sáng. Đầu có 1 lớp lông màu xám nhạt hoặc trắng. Mặt trần với da màu hồng hoặc da thịt, xung quanh mắt, hai bên lỗ mũi và cằm có màu đen. Có một vùng lông đen hình tam giác hẹp trên mũi. Tai có màu sẫm và phủ một vài sợi lông trắng. Bộ phận sinh dục của cả hai giới đều to ra và có màu trắng đục. Loài này có màu sắc sặc sỡ và nhạt hơn các loài khác trong phân nhóm của nó, Mico melanurus, Mico saterei, Mico mauesi và Mico humeralifer.

## Thức ăn
Trái cây, thịt côn trùng và động vật nhỏ.